# نیهون‌باشی باکوروچو
نیهون‌باشی باکوروچو (به ژاپنی: 馬喰町 Nihonbashi Bakurochō)،  محله ای است در چوئو-کو، توکیو، توکیو.
در تقاطع رود کاندا و رود سومیدا است. نام آن به معنی "شهر تاجر اسب" است،  اشاره ای به این است که قبلاً مرکزی برای خرید و فروش اسب بوده است. 
این محله به عنوان مرکزی برای تجارت نساجی شناخته می شود.